# T.S.G. 't Zal Wel Gaan

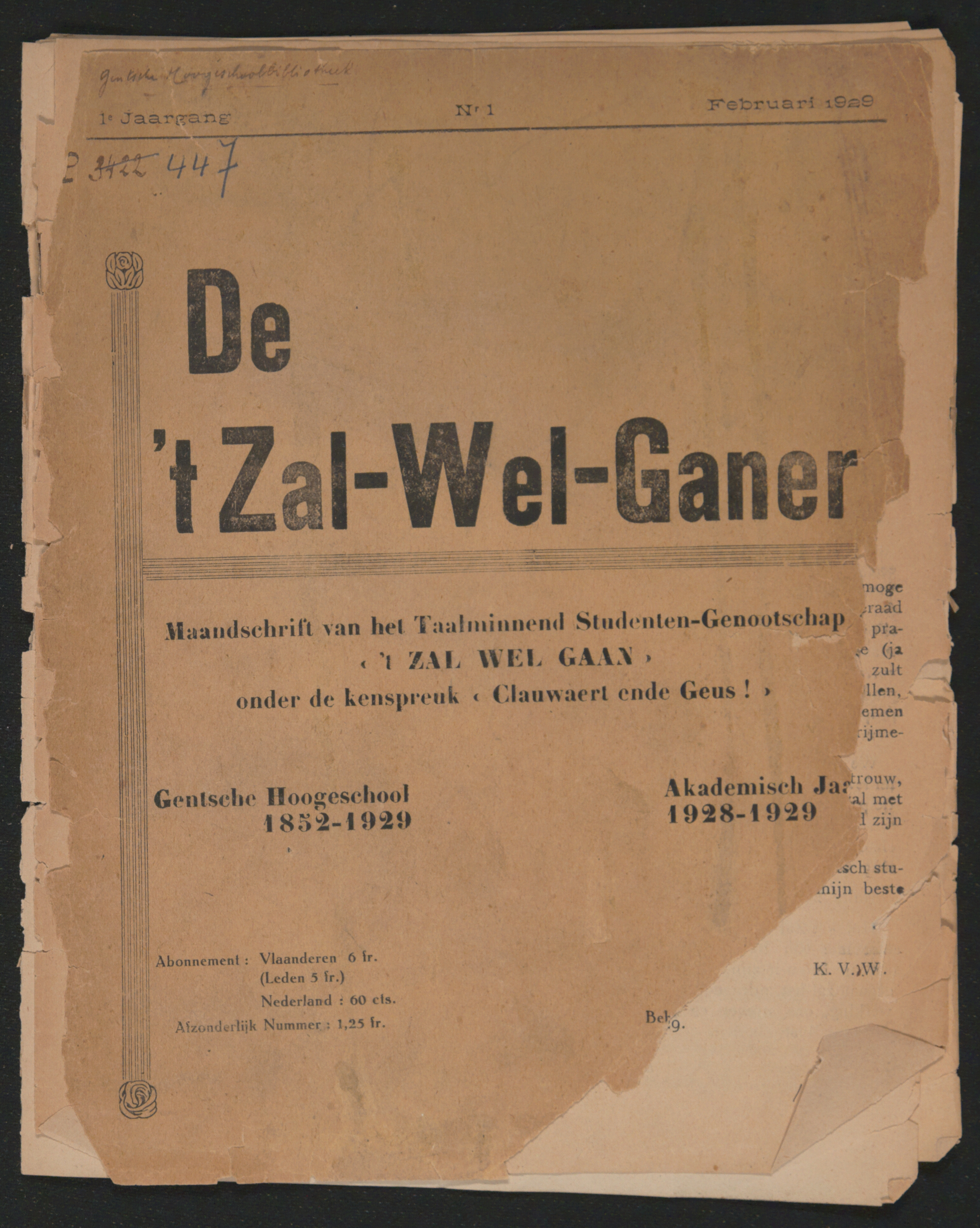
Voorpagina van het tijdschrift 't Zal Wel Gaan, 1929.

Het Taalminnend Studentengenootschap 't Zal Wel Gaan (afgekort: 't Zal) is een Gentse vrijzinnige studentenvereniging, en de oudste nog bestaande studentenvereniging van Vlaanderen.

## Historiek
Het genootschap werd op 21 februari 1852 door drie studenten van het Gentse atheneum, waaronder Julius Vuylsteke, opgericht. Samen met hen ging het in 1854 over naar de universiteit en het hoger onderwijs. Onder de leuze "Klauwaard en Geus" was het een progressieve, sterk Vlaamsvoelende en bij uitstek vrijzinnige vereniging die een voorname rol speelde in de vernederlandsing van het onderwijs, het antifascisme, de verzetsbeweging in de Tweede Wereldoorlog, de Koningskwestie en mei 1968. Gedurende zijn hele bestaan was het een voorloper in ethische debatten. Binnen de vrijzinnigheid was de vereniging steeds een buitenbeentje door haar scepticisme over een wettelijk georganiseerde vrijzinnigheid en door haar radicale eis over alle generaties heen voor een totale scheiding van kerk en staat.  Naast het ernstige maatschappelijke debat blijft 't Zal Wel Gaan zeer gehecht aan een rijke ludieke traditie met tonzittingen, eigen epossen, baard- en buiszittingen, roeiwedstrijden, etc.
Bij zijn stichting stuurde het genootschap meteen een verzoekschrift naar het ministerie van Binnenlandse Zaken met als doel de oprichting van een leergang Nederlandse letterkunde aan de Gentse rijksuniversiteit. Minister Ferdinand Piercot stemde toe en in november 1855 werd de cursus gestart door Constant Serrure en Jacob Heremans.
Het was het genootschap dat op 18 juli 1896 het zogenaamde Referendum der intellectuelen organiseerde: in een omzendbrief aan allerlei vooraanstaande personen werd hun mening gevraagd over de vervlaamsing van het hoger onderwijs; dit toonde aan hoe verdeeld de meningen daarover toen waren.
Bij de viering in 2002 van zijn 150e verjaardag bleek het studentengenootschap een nieuwe bloeiperiode tegemoet te gaan. De oude leuze "Klauwaard en Geus" gaat vanaf dan nadrukkelijk samen met het motto "Niemands knecht, niemands meester". De vereniging gaat zich "vrijdenkerscollectief" noemen en het Vlaams-nationalisme botst er op hevig debat.

## Bond van Oud-leden (B.O.L.)
In 1885 werd de Bond van Oud-Leden opgericht, die sedertdien onafgebroken bijeenkomt. In 2010 in de aula van de Gentse universiteit haar 125ste verjaardag (zie verder). De B.O.L vormt een vrijzinnig ontmoetings- en gespreksforum voor de oudste tot de jongste generaties oud-'t Zallers. De bond beschouwt het als zijn belangrijkste taak steun te verlenen aan het jonge 't Zal, wat zich onder meer concretiseert in de uitgave van de traditionele almanakken. De recentste, de 63ste, verscheen in 2012.
Het Fonds Tony Bergmann vzw, naar de Vlaamse schrijver en advocaat Anton Bergmann, is de emanatie van de Bond der Oud-Leden van  't Zal Wel Gaan. Het werd opgericht in 1964 met als doel financiële steun te verlenen aan vrijzinnige studenten en aan vrijzinnige manifestaties in de Gentse regio. Dit fonds is medeoprichter en sponsor van de Fonds Lucien De Coninck (met bijhorende prijs sinds 1992) en de Unie Vrijzinnige Verenigingen.

## Geuzenprijs
Sinds 1979 huldigt dit initiatief van T.S.G 't Zal Wel Gaan, de Bond der Oud-Leden en het Fonds Tony Bergmann vzw met een zekere regelmaat personen of organisaties die in de afgelopen periode het meest geassocieerd werden met het begrip "geus". De Geuzenprijs is bedoeld als "een hommage aan signalen van het creatief vermogen van de vrije, kritische geest en als bijdrage tot de uitstraling van een volwassen, ongecomplexeerde vrijzinnigheid". Laureaten worden gekozen onder hen die, zonder een onberispelijk boegbeeld te zijn, de mond niet willen houden of de pen niet willen breken tegenover alles wat een vrij, open, meerdimensionaal leefklimaat in Vlaanderen tegenwerkt of bedreigt. De uitreiking is een culturele happening met artiesten die in dezelfde sfeer werken.
- 1979: Johan Anthierens "de onafhankelijkheid waarmee hij als journalist en auteur dogma's en bekrompenheid aanviel"
- 1982: Maurice De Wilde en Jeroen Brouwers
- 1985: Kamagurka
- 1988: Nicole Van Goethem
- 1991: Lucienne Herman-Michielsens en de Vlaamse vereniging Recht op Waardig Sterven
- 1995: Paul de Leeuw en Geert van Istendael
- 1998: Cornelius Bracke (Guido Van Meir)
- 2002: wel uitgereikt, maar niet overhandigd[4]
- 2010: Etienne Vermeersch en Erwin Mortier ter gelegenheid van de 125ste verjaardag van de Bond der Oud-Leden
- 2014: Dyab Abou Jahjah. Genomineerden waren NewB, Joost Vandecasteele, Wim Distelmans, Marc Cosyns en Barbara Van Dyck[5]

## Bekende (oud-)leden uit de naoorlogse periode
- Herman Balthazar
- Tom Lanoye
- Caroline De Mulder
- Tom Schoepen
- Tuur Van Wallendael
- Dirk Sterckx
- Willy Calewaert
- Karel Poma
- Willy De Clercq
- Herman Liebaers
- Maurice Vanhoutte
- Hendrik de Man